# Joseph Noiret
Joseph Noiret (28 de febrero de 1927-17 de enero de 2012) fue un pintor y escritor belga. Fue uno de los fundadores del movimiento de vanguardia CoBrA.

## Biografía
Noiret empezó a escribir poemas en 1944 cuando todavía era un estudiante. Fue militante comunista a los 20 años, uniéndose al "Surrealismo revolucionario", La aventura de lo efímero. Conoció a Christian Dotremont en noviembre de 1948 en París durante la conferencia con diferentes grupos revolucionarios. 
Noiret es considerado una figura importante en al campo del arte y la cultura belga. Fue uno de los seis miembros del movimiento de vanguardia CoBrA. También creó la revista cultural "Phantomas" en 1953 y fue director de la escuela La Cambre en Bruselas.
Como escritor, se especializó en poemas y artículos sobre exposiciones. Al final del movimiento en 1951, siguió su propio camino para hacer una nueva forma de Cobra y eligió caminos donde la literatura estaba en esa época a la vanguardia, sin perder el vínculo con las otras artes. Posteriormente lanzaría "Phantomas". Como pintor, ilustró sus propias colecciones de poemas o con dibujos de amigos como Mogens Balle, Maurice Wijckaert y Sergio Dangelo.
Murió el 17 de enero de 2012 después de una larga enfermedad. Era el padre de la coreógrafa Michèle Noiret y el historiador Serge Noiret.